# Strepera
Strepera – rodzaj ptaków z podrodziny srokaczy (Cracticinae) w obrębie rodziny ostrolotów (Artamidae).

## Zasięg występowania
Rodzaj obejmuje gatunki występujące w Australii i na Tasmanii.

## Morfologia
Długość ciała 44–57 cm; masa ciała 243–500 g (samce są większe i cięższe od samic).

## Systematyka

### Etymologia
- Barita (Barrita): gr. βαριτης baritēs „nieznany mały ptak” wspomniany przez Dionizego[9]. Typ nomenklatoryczny: Corvus graculinus Shaw, 1790.
- Strepera: epitet gatunkowy Coracias strepera Latham 1790; późnołac. streperus „głośny”, od łac. strepere „zrobić głośny hałas”[10].
- Coronica: nowołac. coronica „wronka”, zdrobnienie od gr. κορωνη korōnē „wrona”[11]. Typ nomenklatoryczny: Coronica fuliginosa Gould, 1837.
- Neostrepera: gr. νεος neos „nowy”; rodzaj Strepera Lesson, 1831 (kurawonga)[12]. Typ nomenklatoryczny: Strepera arguta[b] Gould, 1846.

### Podział systematyczny
Do rodzaju należą następujące gatunki:
- Strepera fuliginosa (Gould, 1837) – kurawonga tasmańska
- Strepera graculina (Shaw, 1790) – kurawonga czarna
- Strepera versicolor (Latham, 1801) – kurawonga zmienna